# 劉有瀾
劉有瀾（？—1644年），號漪若，北直隸正定府南宮縣（今河北省南宮縣）人，明朝政治人物、進士出身。

## 生平
崇禎三年（1630年）与父刘子唯同登庚午科举人，十三年（1640年），登庚辰科進士三甲七十四名。授山東東昌府推官，后署分巡東昌監軍道事。调顺天府推官，甲申之变，闻城破即缢死。他如顺天府主事陈贞达自尽。又顺天府教官五人同缢明伦堂上。